# Nagrade NHL-a
National Hockey League uručuje sedamnaest individualnih i četiri momčadska odlikovanja na kraju svake sezone. Stanleyjev kup, pehar namijenjen pobjedničkoj momčadi doigravanja, dijeli se od 1893. godine. Gotovo sve ostale važeće nagrade pokrenute su u 20. stoljeću. Neka individualna odlikovanja ugašena su tijekom godina, ali i jedno momčadsko (O'Brienov trofej).
„Služben” status neke nagrade znači da ju njen dobitnik prima na svečanoj dodjeli na kraju sezone ili u prethodno određenom terminu.

## Popis nagrada

### Postojeće
- Adamsova nagrada
- Calderov memorijalni trofej
- Hartov memorijalni trofej
- Jenningsov trofej
- „King” Clancyjev memorijalni trofej
- Lindsayjeva nagrada
- Mastertonov memorijalni trofej
- Memorijalni trofej Lady Byng
- Messierova nagrada
- Nagrada za direktora sezone
- Nagrada Zaklade NHL
- Norrisov memorijalni trofej
- Rossov trofej
- Selkeov trofej
- Smytheov trofej
- Trofej „Rocket” Richarda
- Vézinin trofej

### Neslužbene
- Crozierova nagrada (najviši postotak obrana); službena 1999. — 2007.
- Najbolji +/- učinak; službena 1982. — 2008.
- Trofej Lestera Patricka; dobitnici ne moraju biti igrači

### Ugasle
Individualne
- Budweiserov čovjek godine
- Dodgeov podvig godine
- Dodge Ram Tough
- Igrač godine
- Sheratonova nagrada

Momčadske
- O'Brienov trofej